# Straszyki
Straszyki (Phasmatodea, Phasmida) – rząd owadów z infragromady nowoskrzydłych, obejmujący około 3200 opisanych gatunków. W większości tropikalne i subtropikalne, często o dużych rozmiarach, długości od 12 do 624 mm (razem z odnóżami). Roślinożerne, żerują głównie na liściach drzew i krzewów. Dorosłe aktywne głównie nocą. Przechodzą przeobrażenie niezupełne. Liczne rozmnażają się partenogenetycznie. Ciała mają wydłużone lub spłaszczone, ubarwione ochronnie lub ostrzegawczo. Wykazują również mimetyzm w zachowaniu. Liczne produkują wydzieliny obronne. Hodowane w terrarystyce i jako zwierzęta laboratoryjne. Kilka gatunków notowanych jest jako szkodniki. Formy doń zaliczane znane są w zapisie kopalnym od triasu.

## Opis

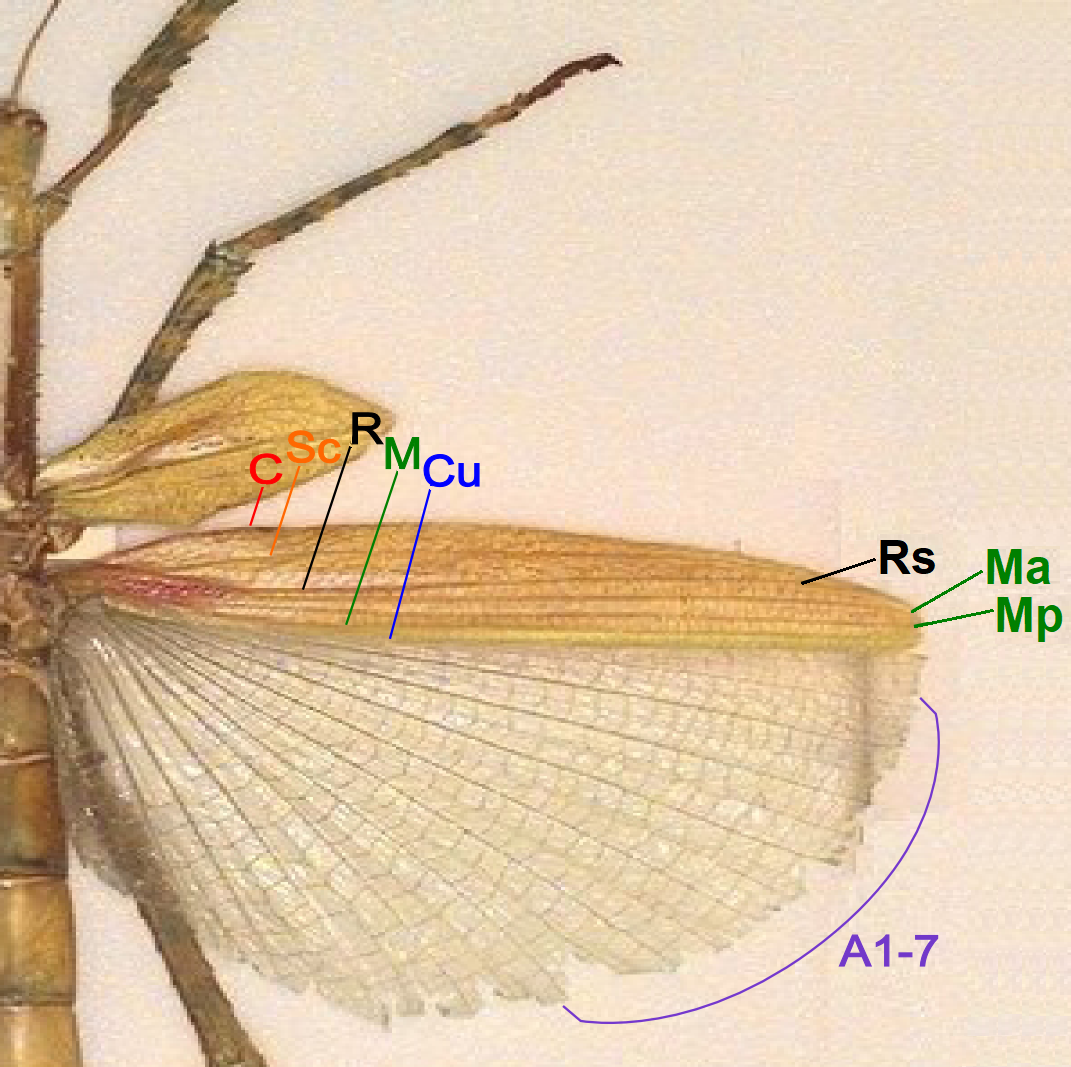
Budowa skrzydła

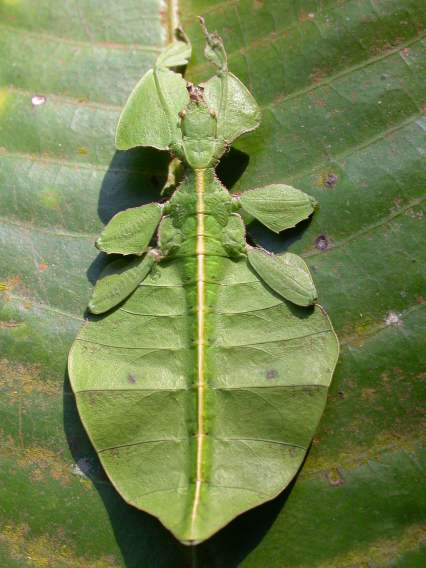
Liściec z rodzaju Phyllium

Należą tu owady średnie i duże. Najmniejszym gatunkiem jest osiągający do 12 mm długości Timema cristinae, a największym Phryganistria chinensis, który osiąga 624 mm długości z odnóżami, co czyni go najdłuższym owadem świata. Za najcięższy gatunek straszyka uznaje się straszyka olbrzymiego, którego samice ważyć mogą ponad 65 g. Ciało mają mocno wydłużone lub silnie spłaszczone grzbietobrzusznie, ubarwione kryptycznie (upodobnione do otoczenia) lub ostrzegawczo. Czasem ostrzegawczo ubarwiona jest tylko druga para skrzydeł, ukryta pod pierwszą. Często głowa, śródtułów, odnóża i odwłok wyposażone są w kolce. U gatunków upodobnionych do liści odnóża i odwłok mają rozszerzone płaty.
Głowa jest prognatyczna do hipognatycznej. Wyposażona jest czułki złożone z 8 do 100 członów, gryzący aparat gębowy z silnymi żuwaczkami, pięcioczłonowe głaszczki szczękowe i trójczłonowe głaszczki wargowe. Występuje para oczu złożonych, a u form uskrzydlonych także przyoczka. Budowa oczu złożonych zmienia się w ciągu życia. Świeżo wyległe młode mają drobne oczy i aktywne są za dnia. Z kolejnymi wylinkami wzrasta liczba omatidiów i komórek światłoczułych oraz rosną możliwości regulowania szerokości siatkówki, co umożliwia lepszą adaptację do zmian w ilości dostępnego światła. Owady dorosłe są aktywne głównie nocą.
Tułów znacznie bardziej wydłużony u form uskrzydlonych niż u bezskrzydłych, jednak zawsze o krótkim przedtułowiu. Przednie skrzydła są zwykle krótsze i skórzaste. Tylne są pod nimi złożone wachlarzowato, a na ich użyłkowanie składają się proste żyłki podłużne i liczne żyłki poprzeczne. Liczne gatunki mają skrzydła zredukowane lub są w ogóle ich pozbawione; częsty jest także dymorfizm płciowy w ich rozwoju – u samców są rozwinięte silniej. Odnóża mają krótkie biodra i pięcioczłonowe (u Timema trójczłonowe) stopy, wyposażone w arolia.
Odwłok buduje 11 segmentów. Jedenasty u samca jest mały i często schowany pod dziesiątym, zaś u samicy jest duży i wydłużony. Ósmy sternit (płytka subgenitalna) u samca zakrywa narządy kopulacyjne, a u samicy jest wykształcona w łyżkowate operculum. Obie płcie mają dobrze wykształcone przysadki odwłokowe.

## Rozród i rozwój

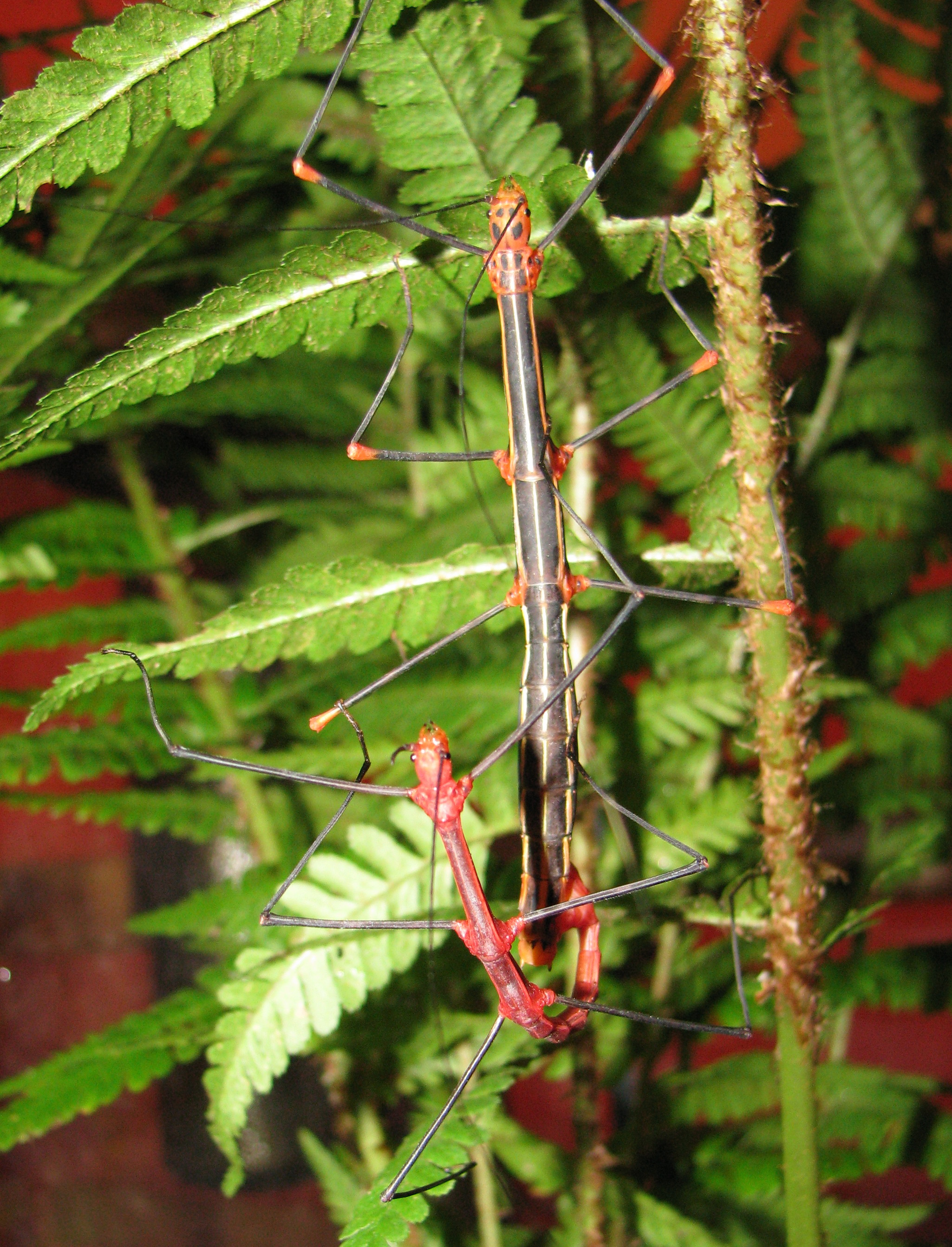
Kopulująca parka Oreophoetes peruana

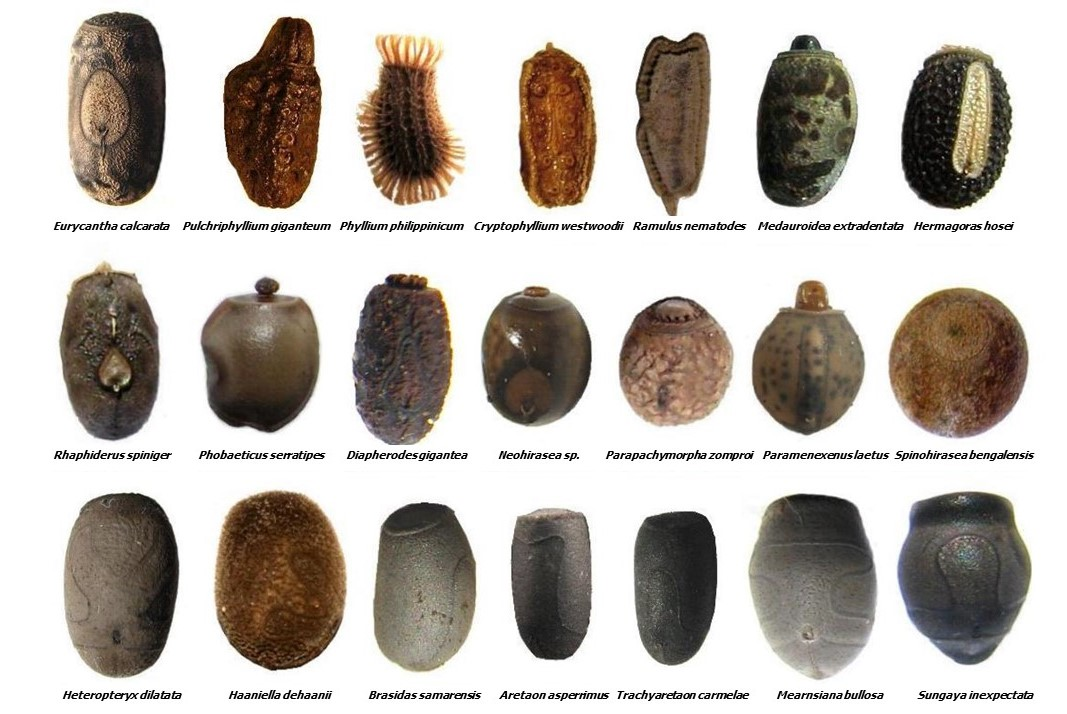
Jaja różnych gatunków; nie zachowano skali

Zaplemnienie odbywa się przez kopulację, a samce często pozostają uczepione samic przez dłuższy czas, np. u Diapheromera veliei jest od 3 do 139 godzin, a u Trachythorax sparaxes nawet 79 dni. W przytrzymywaniu samicy udział bierze vomer –narząd unikalny dla straszyków. U samców niektórych gatunków obserwuje się rywalizację o samicę. U D. veiliei i D. covilleae siedzący na samicy samiec w przypadku pojawienia się rywala, podwija jej odwłok po siebie blokując oponentowi możliwość kopulacji, a gdy to nie wystarcza bije rywala za pomocą opatrzonych kolcami środkowych odnóży. Zwykle jest to wystarczające do odpędzenia rywala. Zdarza się jednak, że rywal zaczyna kopulację wykorzystując moment, gdy strzegący samicy samiec zwalnia miejsce na jej grzbiecie celem pożywienia się. Wówczas dochodzi do pojedynku, który zwykle wygrywa rywal.
Liczne gatunki mogą się rozmnażać partenogenetycznie. Z jaj wylegają się wówczas wyłącznie samice, będące kopiami swoich matek. Gatunki powstałe w wyniku hybrydyzacji często są obligatoryjnie partogenetyczne, podczas gdy u pozostałych partenogeneza jest fakultatywna i wykorzystywanie tego sposobu rozrody zależy od dostępności samców.
Samice składają jaja w różny sposób: wyrzucają w powietrze ruchami pokładełka lub odwłoka, ostrożnie umieszczają w kątach liściowych roślin żywicielskich, przyklejają do roślin żywicielskich lub innego podłoża albo zakopują w niewielkich dołkach w podłożu. Pojedyncza samica może po zaplemnieniu złożyć od 100 do 1200 jaj.
Jaja są upodobnione do nasion, często owalne lub baryłkowate. Mają twardą skorupkę (chorion), a przedni ich biegun zamknięty jest wieczkiem, które otwiera się przy wylęgu. Czas od złożenia jaj do wylęgu larw wynosi od 13 do ponad 70 dni (przeciętnie jest to 20–30 dni), ale niektóre gatunki strefy umiarkowanej przechodzą w tym stadium diapauzę i lęgną się dopiero wiosną następnego roku lub nawet wiosną drugiego roku, jak to ma miejsce u północnych populacji Diapheromera femorata.
U wielu gatunków na wieczku jaja znajduje się capitulum, często o gałeczkowatym kształcie. Struktura ta przypomina elajosom i przywabia mrówki, które zabierają jaja do gniazda. Tam mrówki, bez uszkadzania zarodka, odczepiają capitulum i karmią nimi swoje larwy. Wylęgłe straszyki w pierwszym stadium przypominają wyglądem i zachowaniem mrówki, dzięki czemu mogą bezpiecznie opuścić ich gniazdo i wspiąć się na najbliższe drzewo.
Rozwój odbywa się z przeobrażeniem niezupełnym.

## Ochrona przed drapieżnikami

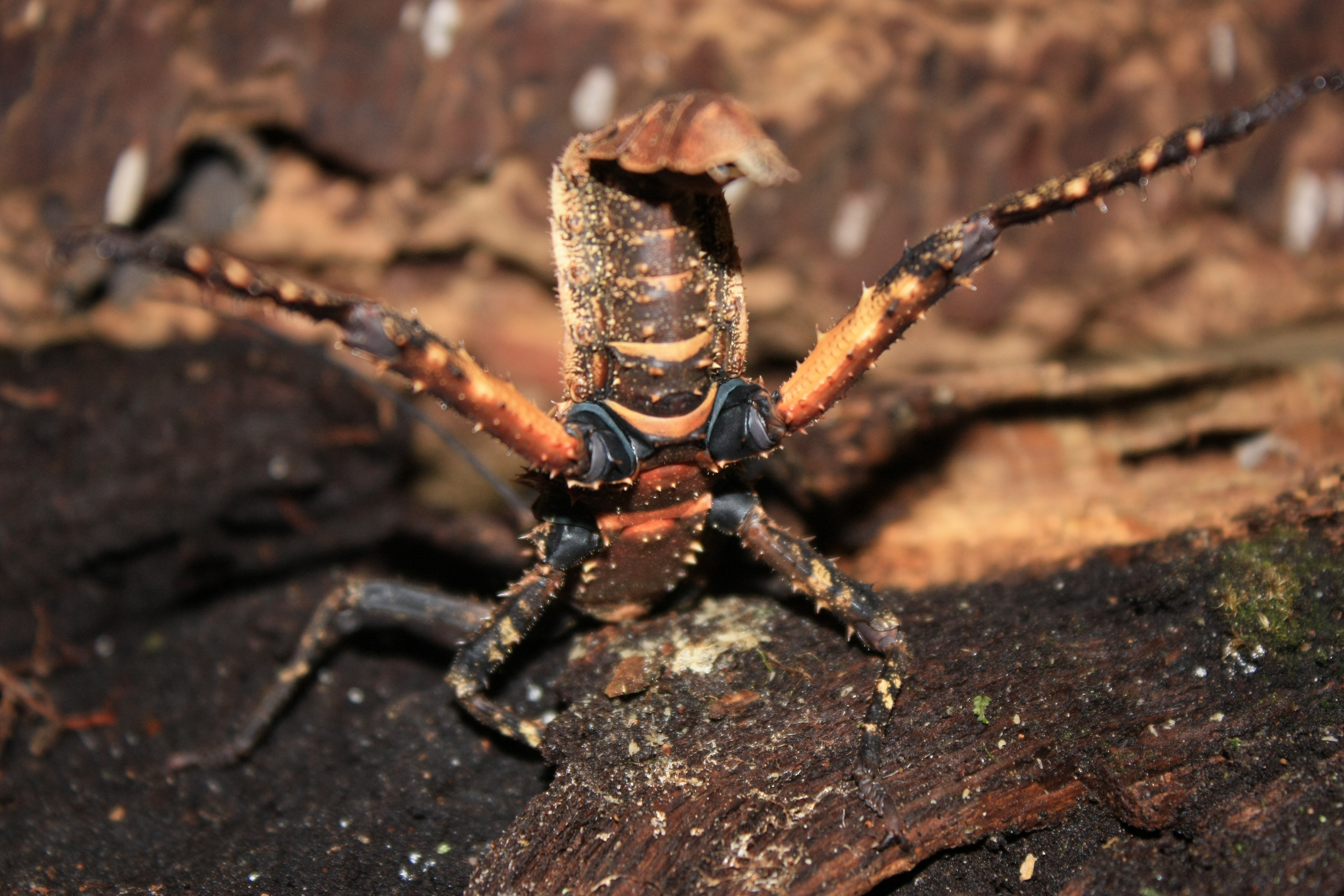
Poza obronna u Haaniella dehaanii

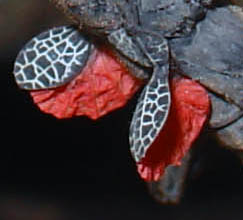
Ostrzegawczo ubarwione błoniaste części skrzydeł straszyka diabelskiego

Straszyki rozwinęły liczne pasywne i aktywne mechanizmy ochronne. Najpowszechniejszym jest wygląd ciała, upodabniający je do części roślin (np. gałązek czy liści). U niektórych, jak Pseudodiacantha macklott i Bactrododema centaurum, występują na ciele wyrostki pokryte mchami lub porostami. Niektóre, jak Bostra scabrinota i Timema californica, potrafią dostosować barwę ciała do otoczenia. Liczne gatunki kołyszą się przemieszczając, upodabniając ruchy do liści lub gałązek poruszanych wiatrem. Potrafią również wchodzić w stan katalepsji (bezruchu), który w przypadku braku kontaktu stóp z podłożem może się utrzymywać nawet kilka godzin. Mają także zdolność autotomii, a utracone odnóża odrastają po 2 wylinkach.
Wiele gatunków stara się aktywnie odstraszać napastnika, np. migając jaskrawo ubarwionymi skrzydłami drugiej pary i wydając głośnie dźwięki. Czasem całe ubarwienie jest ostrzegawcze. Niektóre mają uda tylnych odnóży wyposażone w kolce i używają ich do kopania i chwytania napastnika, zadając mu bolesne rany. Część straszyków ma na przedniej krawędzi przedtułowia ujścia gruczołów obronnych. Ich wydzielina może cuchnąć lub też wywoływać pieczenie oczu i ust napastnika, a jej składniki są syntetyzowane przez samego owada i mogą się różnić w obrębie tego samego gatunku zależnie od stadium rozwojowego i populacji. Niektóre w sytuacji zagrożenia potrafią również wydzielać przez przerwy w egzoszkielecie niesmaczną hemolimfę, a schwytane zwracają treść pokarmową.
Ochronę przed częścią drapieżników stanowi też żerowanie nocą. Pewne gatunki, jak Anisomorpha buprestoides, tworzą na czas dnia agregacje, by rozejść się po zmroku. Długi czas pozostawania samca w pozycji kopulacyjnej również jest opisywany jako cecha ochronna, gdyż samica jest w tym czasie mniej narażona na atak.

## Ekologia i występowanie

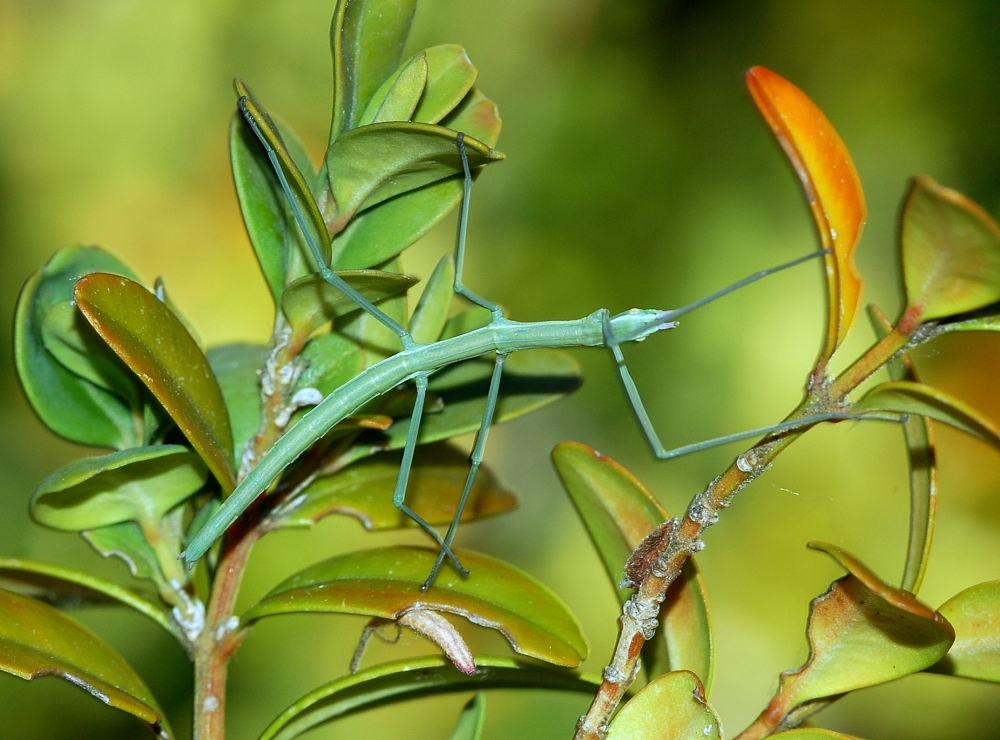
Pijnackeria hispanica, występująca w Hiszpanii i Francji

W większości są to owady tropikalne i subtropikalne. W Europie występuje 17 gatunków. Najobfitsze w gatunki jest Borneo (ponad 300 opisanych).
Wszystkie straszyki są roślinożerne. Odżywiają się głównie liśćmi roślin drzewiastych (foliofagi). Szczególną rolę odgrywają w lasach krainy neotropikalnej, gdzie są dominującą grupą roślinożerców odpowiedzialnych za powstawanie prześwitów w koronach drzew (ang. light gaps). Miejsca te odgrywają ważną rolę w utrzymaniu sukcesji i odporności lasów klimaksowych. Odżywiając się liśćmi straszyki zmniejszają produkcję pierwotną netto roślin we wczesnym etapie sukcesji i wzbogacają glebę odchodami. Dzięki temu rośliny w późniejszym etapie sukcesji mogą się ukorzeniać i przyspieszyć odnowienie lasu równikowego.

## Relacje z ludźmi

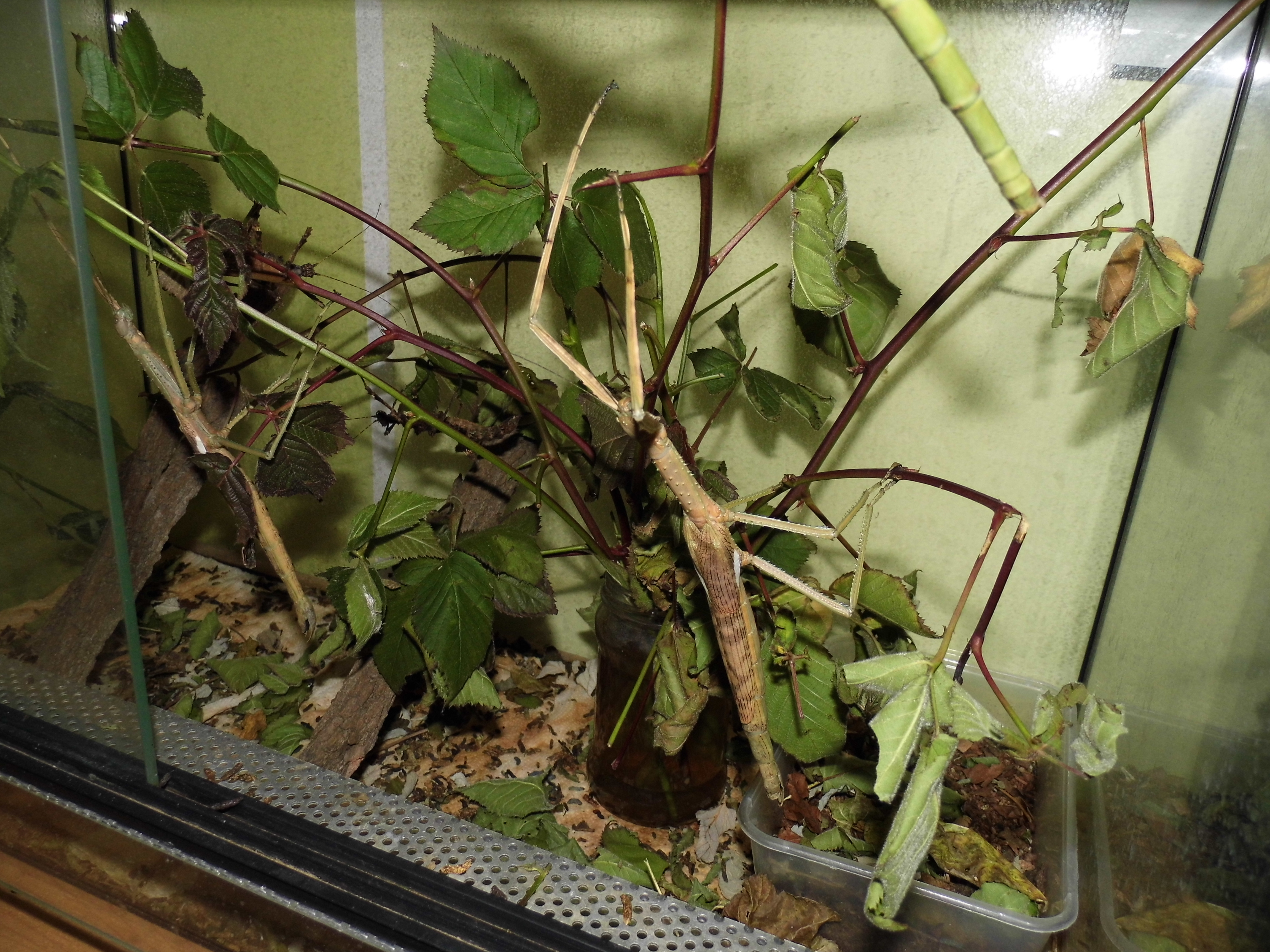
Aacrophylla wuelfingi w terrarium

Straszyki żerują na 29 rodzajach roślin o znaczeniu ekonomicznym, przez co niektóre ich gatunki uznawane są za szkodniki. Należą tu Didymuria violescens, Podacanthus wilkinsoni i Ctenomorphodes tessulatus w Australii, Diapheromera femorata w Ameryce Północnej oraz Graeffea crouani na plantacjach kokosów południowego Pacyfiku. W Stanach Zjednoczonych D. femorata wywołuje szkody w drzewach parkowych, prowadząc niekiedy do ich całkowitej defoliacji. W jej zwalczaniu stosuje się pestycydy oraz, mimo licznych wad tej metody, wypalanie ściółki dookoła drzewa, celem zniszczenia jaj. Prowadzi się badania nad wykorzystaniem w zwalczaniu straszyków metod biologicznych, np. pasożytniczej błonkówki Myrmecomimesis w Nowej Południowej Walii.
Ponad 300 gatunków straszyków hodowanych jest jako zwierzęta laboratoryjne lub terrarystyczne.
Lokalne plemiona z malezyjskiego Sarawaku wykorzystują straszyki i ich jaja jako źródło pożywienia. Z kolei jedno z plemion z Papui-Nowej Gwinei używa wydzieliny obronnej Megacrania nigrosulfurea w leczeniu infekcji skórnych z uwagi na jej właściwości antybakteryjne. Chińczycy z półwyspowej części Malezji hodują straszyki olbrzymie, by pozyskiwać ich odchody. Są one suszone, mieszane z ziołami i wykorzystywane w leczeniu wielu chorób; zawierają dużą ilość witaminy E. Znane są też przypadki wykorzystywania jaj tego gatunku jako amuletu.

## Ewolucja i taksonomia

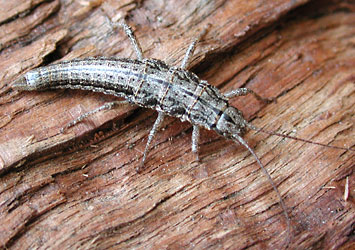
Samica Timema dorotheae z rodziny Timemidae

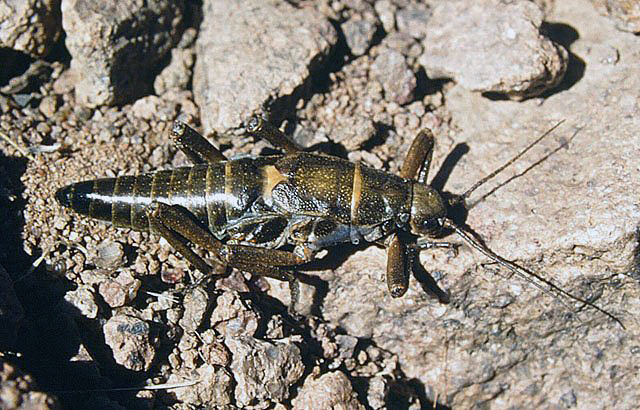
Agathemera crassa z rodziny Agathemeridae

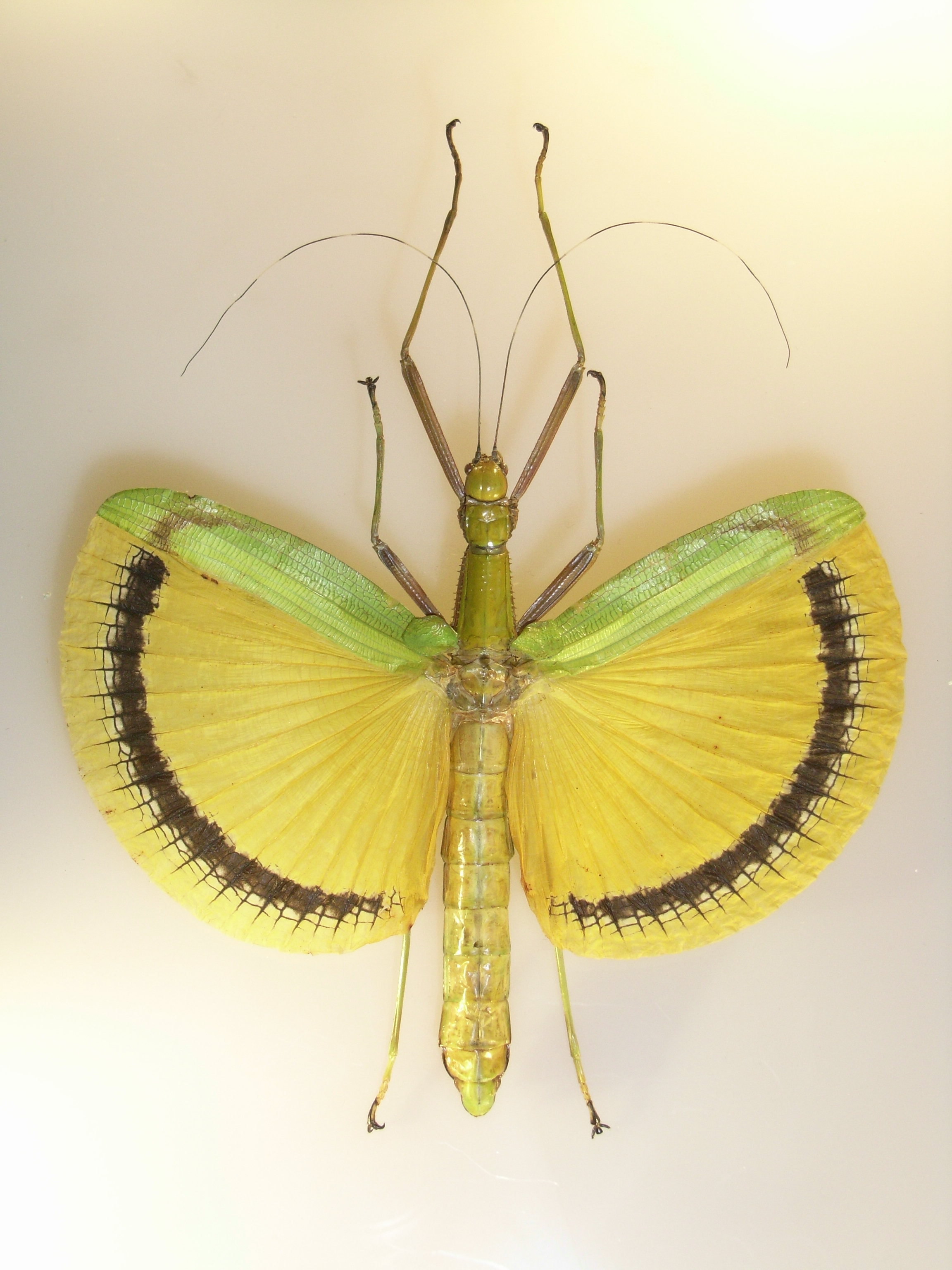
Tagesoidea nigrofasciata z rodziny Diapheromeridae

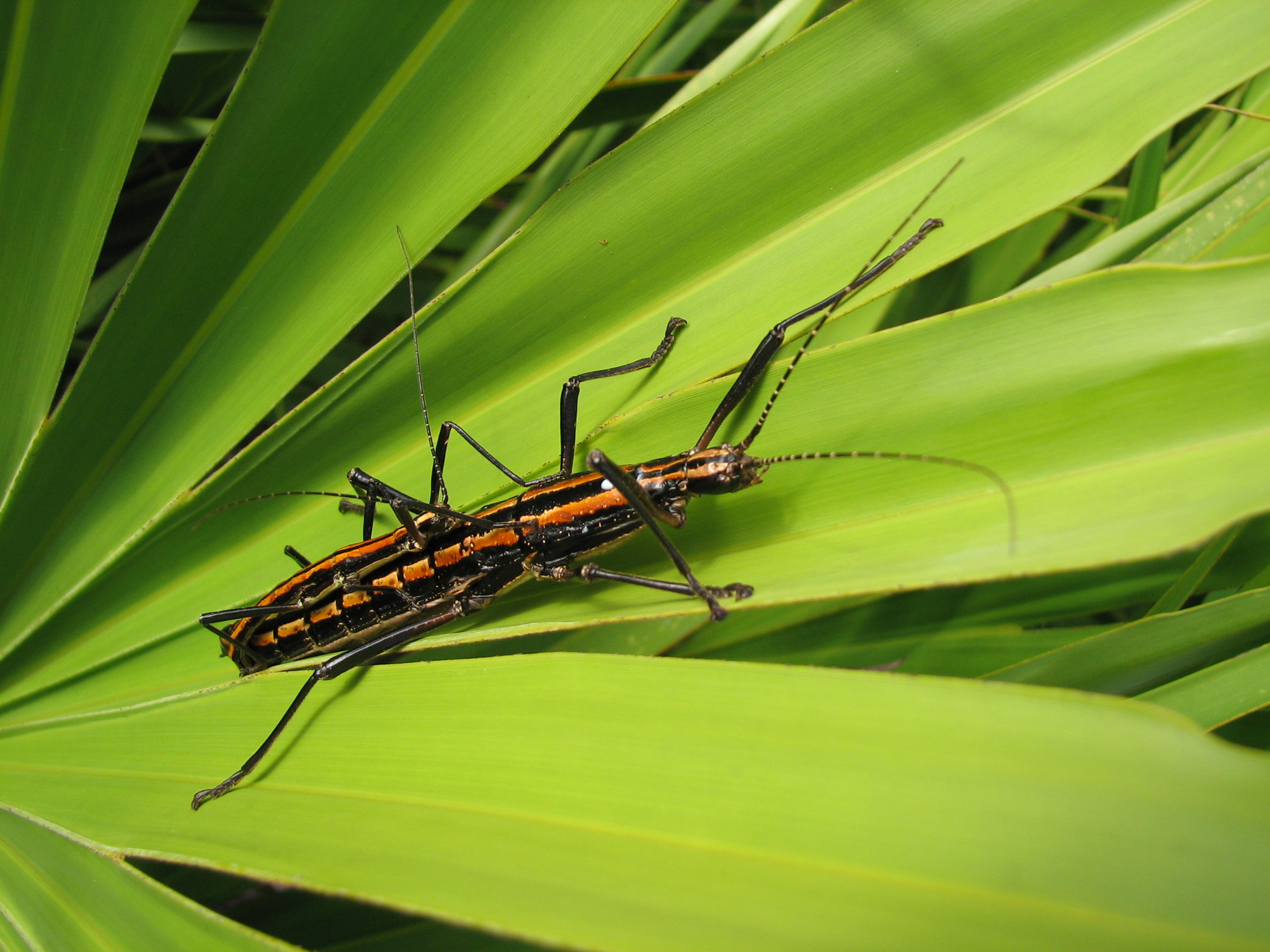
Kopulująca parka Anisomorpha buprestoides z rodziny Pseudophasmatidae

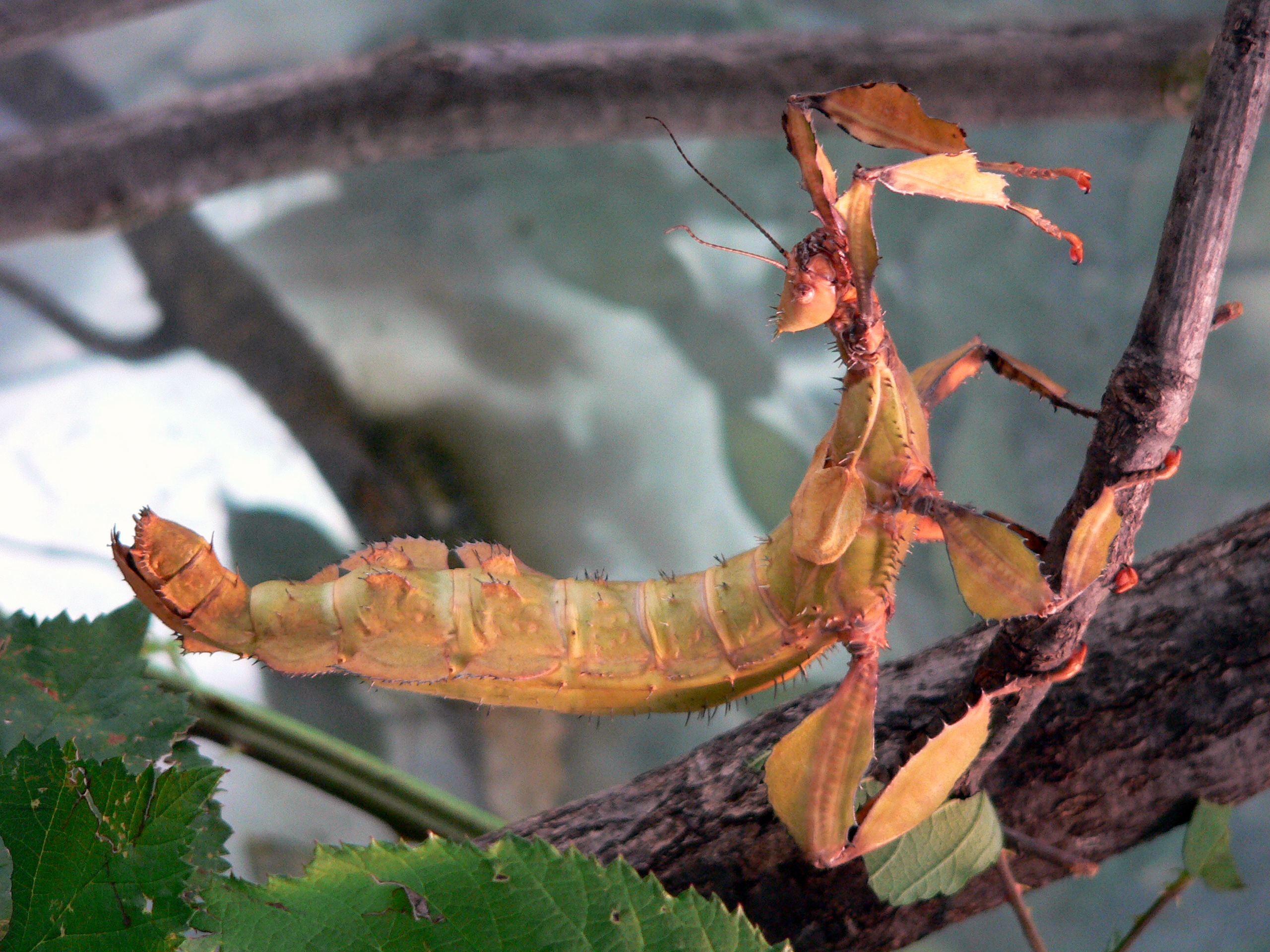
Straszyk australijski z rodziny Phasmatidae

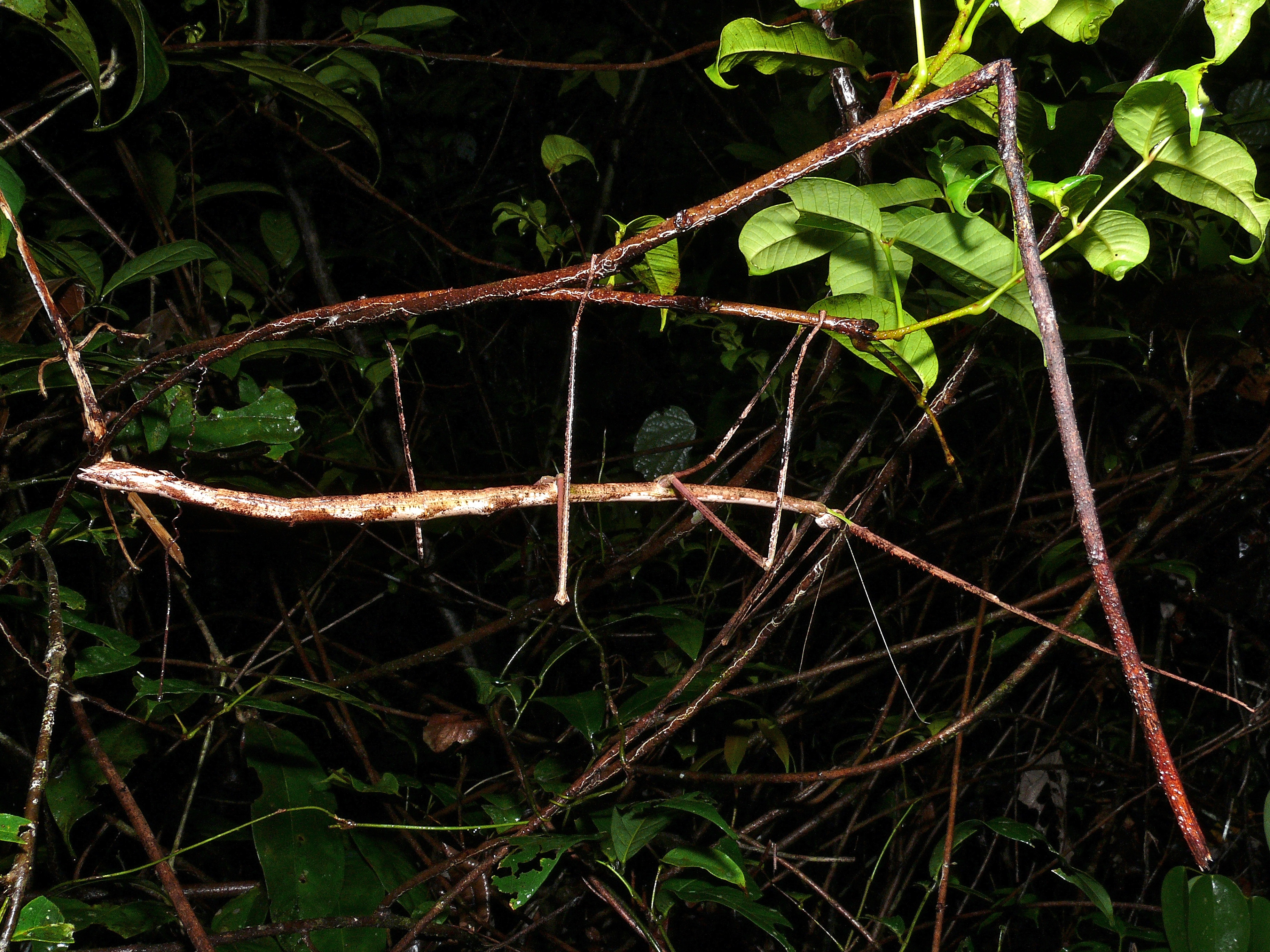
Phobaeticus chani z rodziny Phasmatidae

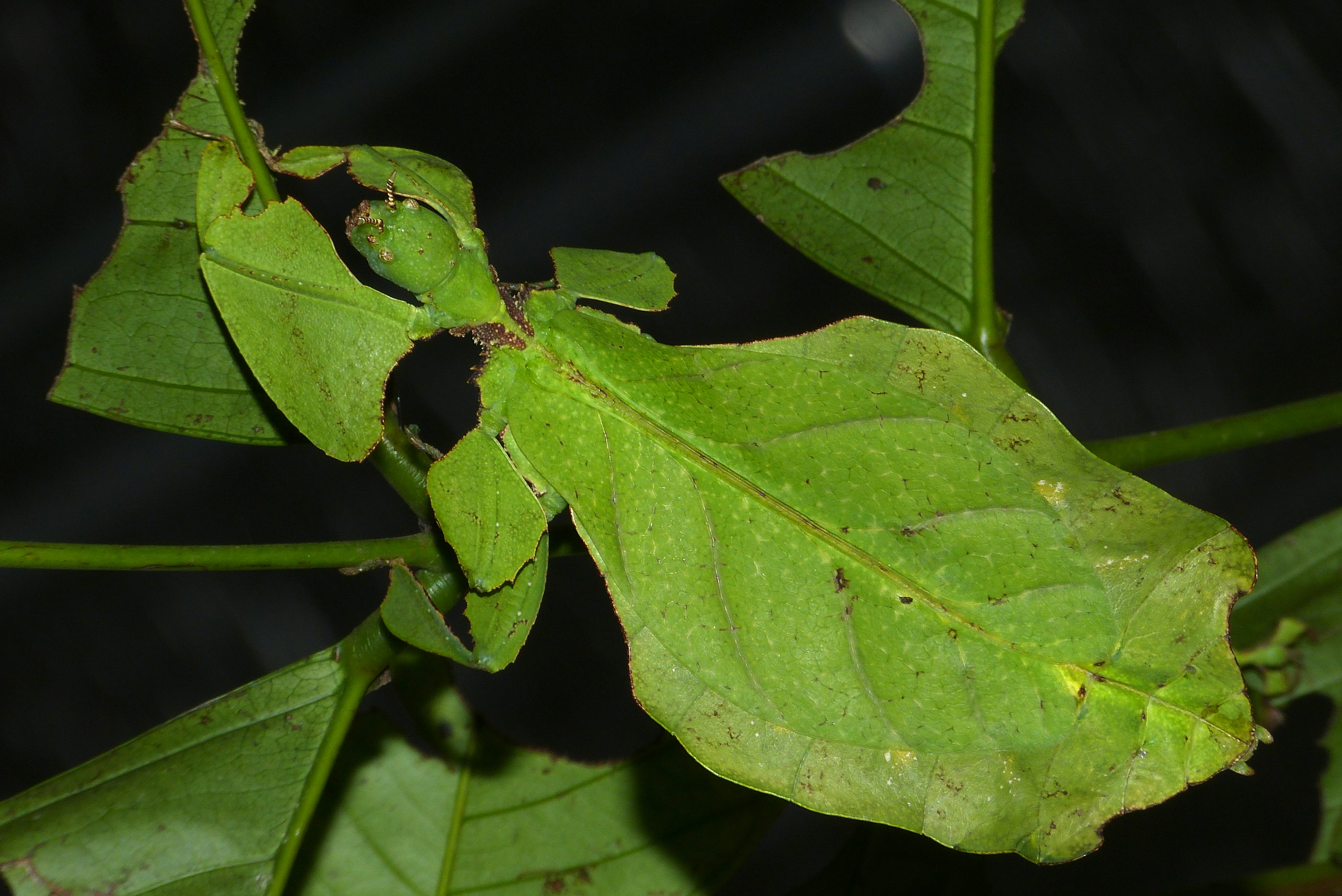
Liściec olbrzymi z rodziny liśćcowatych

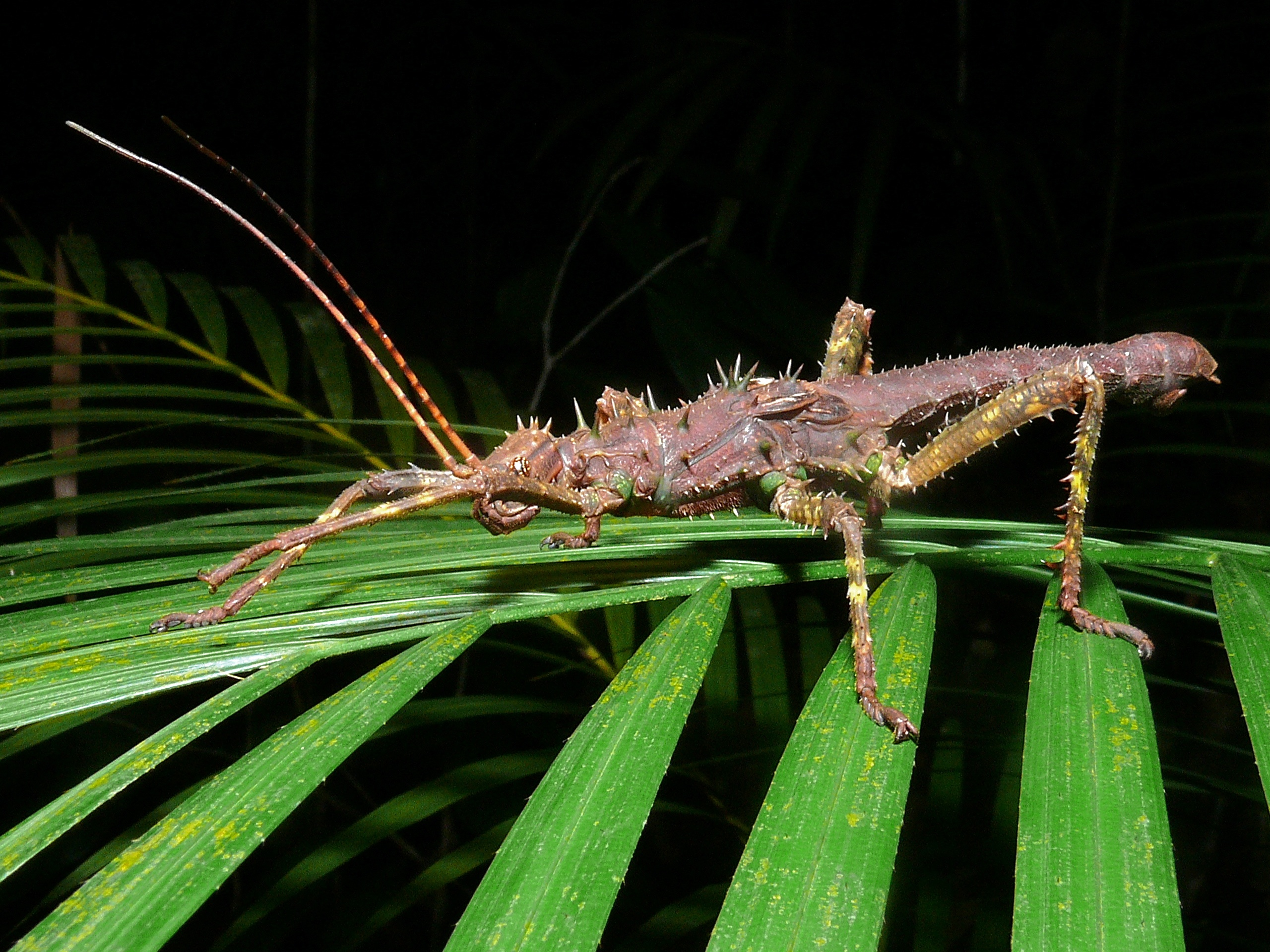
Haaniella saussurei z rodziny Heteropterygidae

Rząd jest różnie określany przez różnych autorów. Nazwa Phasmida wprowadzona została w 1815 przez Leacha i autorzy Phasmida Species File uznają ją za najstarszą. Kluge uważa jednak za najstarszą dla tego taksonu wprowadzoną przez Latreille’a w 1802 nazwę Spectra. Według Zompro natomiast nazwa Phasmida jest utworzona niepoprawnie i za poprawną oraz szeroko akceptowaną uznaje nazwę Phasmatodea.
Pokrewieństwa straszyków z innymi nowoskrzydłymi są niejasne. Autorzy Phasmida Species File umieszczają je w nadrzędzie Orthopterida wraz z prostoskrzydłymi i wymarłymi Caloneurodea i Titanoptera. Kluge (2012) natomiast umieszcza je w Rhipineoptera wraz z prostoskrzydłymi, skorkami, Dictyoptera i widelnicami.
Skamieniałości straszyków (owadów, jak i jaj) są rzadko znajdywane i często są to pojedyncze skrzydła. Nieliczne okazy są kompletne. Opisano liczne wymarłe rodziny, ale przynależność taksonów sprzed kenozoiku do rzędu Phasmatodea bywa kwestionowana. Najstarsze przyporządkowane doń taksony pochodzą z triasu, a niektóre ślady kopalne wskazują na ich obecność już w permie. Najwcześniejszym przedstawicielem współczesnego kladu straszyków (Neophasmatodea) jest natomiast Echinosomiscus primoticus, pochodzący z cenomanu i umieszczany w rodzinie Phasmatidae s. lato.
Monofiletyzm współczesnych straszyków jest dobrze potwierdzony, ale ich relacje filogenetyczne również pozostają niejasne. Zwykle stosuje się podział na 3 podrzędy, jednak niektóre analizy molekularne wskazują, że Agathemerodea powinny być włączone do Verophasmatodea.
Podział straszyków do rangi rodziny przedstawia się następująco:
- podrząd: Agathemerodea Zompro, 2004
  - rodzina: Agathemeridae Bradler, 2003
- podrząd: Timematodea Kevan, 1982
  - rodzina: Timematidae Caudell, 1903
- podrząd: Verophasmatodea Zompro, 2004
  - infrarząd: Anareolatae
    - rodzina: Diapheromeridae Kirby, 1904
    - rodzina: Phasmatidae Leach, 1815

  - infrarząd: Areolatae
    - rodzina: †Archipseudophasmatidae Zompro 2001
    - nadrodzina: Aschiphasmatoidea Brunner von Wattenwyl, 1893
      - rodzina: Aschiphasmatidae Brunner von Wattenwyl, 1893
      - rodzina: Damasippoididae Zompro, 2004
      - rodzina: Prisopodidae Brunner von Wattenwyl, 1893

    - nadrodzina: Bacilloidea Brunner von Wattenwyl, 1893
      - rodzina: Anisacanthidae Günther, 1953
      - rodzina: Bacillidae Brunner von Wattenwyl, 1893
      - rodzina: Heteropterygidae Kirby, 1896

    - nadrodzina: Phyllioidea Brunner von Wattenwyl, 1893
      - rodzina: Phylliidae Brunner von Wattenwyl, 1893

    - nadrodzina: Pseudophasmatoidea Rehn, 1904
      - rodzina: Heteronemiidae Rehn, 1904
      - rodzina: Pseudophasmatidae Rehn, 1904
- podrząd: incertae sedis
  - nadrodzina: †Susumanioidea Gorochov, 1988
    - rodzina: †Phasmomimidae Sharov, 1968
    - rodzina: †Susumaniidae Gorochov, 1988

  - nadrodzina: †Xiphopteroidea Sharov, 1968
    - rodzina: †Xiphopteridae Sharov, 1968
    - rodzina: †Necrophasmatidae Martynov, 1925 – prawdopodobnie nie należą do straszyków[37]

  - nadrodzina: †Aeroplanoidea Tillyard, 1918
    - rodzina: †Aeroplanidae Tillyard, 1918
    - rodzina: †Aerophasmatidae Martynov, 1925
    - rodzina: †Cretophasmatidae Sharov, 1968

  - nadrodzina: †Prochresmodoidea Vishniakova, 1980
    - rodzina: †Permophasmatidae Gorochov, 1992
    - rodzina: †Prochresmodidae Vishniakova, 1980

† – wymarłe